# Општина Брустуроаса (Бакау)
Брустуроаса (рум. Brusturoasa) општина је у Румунији у округу Бакау.
Oпштина се налази на надморској висини од 649 m.